# Bločice
Bločice – wieś w Słowenii, w gminie Cerknica. W 2018 roku liczyła 109 mieszkańców.